# Gustave Guillaume
Gustave Guillaume (París, 1883- íd., 1960) fue un lingüista francés. Autodidacta, fue descubierto en 1909 por Antoine Meillet, quien le animó en la búsqueda de nuevas vías dentro de la lingüística. La principal contribución de Guillaume fue la elaboración de la teoría del psicosistema, más conocida como guillaumismo y considerada equivalente a la disciplina de la psicolingüística en sus inicios. También se la conoció como psicomecánica y es tal vez la teoría lingüística francesa con más vocación de internacionalidad.

## Obras
- El problema del artículo y su solución en la lengua francesa (1919).
- Tiempo y verbo, teoría de los aspectos, los modos y los tiempos (1929).
- Lenguaje y ciencia del lenguaje.